# 四日市大学短期大学部
四日市大学短期大学部（よっかいちだいがくたんきだいがくぶ、英語: Yokkaichi University Junior College）は、三重県四日市市萱生町城山238に本部を置いていた日本の私立大学である。1950年に設置され、2002年に廃止された。

## 概要

### 大学全体
- 三重県四日市市に所在した日本の私立短期大学で、設置主体は学校法人暁学園[2]。
- 国内で最初に認可された短期大学149校[注 4]の1校として、1950年に1学科体制で開学した[3]。当初は家政科のみの単科短大だったが、順次学科が増設され最大で3学科まで発展した。しかし、最終的には再び1学科体制に縮小される。
- 2000年度の入学生を最後に[注釈 2]、2002年に短期大学としての使命を終えた[4]。

### 建学の精神（校訓・理念・学是）
- 四日市大学短期大学部の学是は「人間たれ」となっていた。これは、人間教育の始めから終わりまでを貫くものであり「愛は最高なり」に通じるものであると初代学長であった五嶋孝吉が唱えたものとなっていた[注 5]

### 教育および研究
- 四日市大学短期大学部は保育者の養成に力を入れており、系列となっていた幼稚園での教育実習も執り行われていた。卒業論文が課されていた。過去には、栄養士養成も行っていた。

### 学風および特色
- 四日市大学短期大学部は1946年創立の暁女子専門学校が起源となっており、以来女子のみの教育を行っていた。

## 沿革
- 1946年
  - 暁女子専門学校が創設される。
- 1949年
  - 10月 文部省[注釈 3]に短期大学[注 6]の設置認可に関する申請を行う[注 7]。なお、学科・専攻は以下の通りとなっている[注 8]。
    - 家政科 入学定員80名
- 1950年
  - 3月14日 左記を以て短期大学の設置が文部省[注釈 3]より認可される[注 9]。
  - 4月1日 左記を以て四日市市天ケ須賀34において暁学園短期大学(英語：Akatsuki Gakuen Junior College[14])が以下の学科体制にて開学する[注 10]。
    - 家政科 入学定員80名
- 1951年
  - 3月7日 学校法人暁学園が成立[17]。
- 1952年
  - 4月 厚生省[注 11]より栄養士養成施設として指定される[18]。
- 1954年
  - 5月1日 学生数[19]/定員
    - 家政科 138[注釈 4]/160
- 1966年
  - 四日市市天ケ須賀から同市萱生町にキャンパスが移転される[注 12]。
  - 4月1日 家政科の入学定員を80→120に増員し、かつ以下の通り専攻分離する[注 13]。
    - 被服専攻 入学定員40名
    - 食物専攻 入学定員80名

  - 同 以下の学科を増設する[21]。
    - 保育科 入学定員50名[23]

  - 5月1日 学生数[24]/定員
    - 家政科 198[注釈 4]/200
    - 保育科 25[注釈 4]/50
- 1967年
  - 4月1日 保育科が幼稚園教諭免許状の取得できる課程に認定される。
- 1973年
  - 4月1日 保育科を幼児教育科に改称する[25]。
- 1974年
  - 4月1日 以下の学科を増設する[26]。
    - 初等教育科 入学定員50名[注釈 5]
    - 幼児教育科第二部[注 14] 入学定員50名[注釈 5]
- 1976年
  - 4月1日 学科名の呼称を以下の通り変更[注 15]。
    - 家政科→家政学科
    - 幼児教育科→幼児教育学科
    - 初等教育科→初等教育学科

  - 5月1日 学生数[30]/定員
    - 家政学科 254[注釈 4]/240
    - 幼児教育学科
      - 第一部 188[注釈 4]/100
      - 第二部 155[注釈 4]/150

    - 初等教育学科 121[注釈 4]/100
- 1985年
  - 5月1日 学生数[31]/定員
    - 家政学科 196[注釈 4]/240
    - 幼児教育学科
      - 第一部 123[注釈 4]/100
      - 第二部 71[注釈 4]/150

    - 初等教育学科 61[注釈 4]/100
- 1986年
  - 5月1日 学生数[32]/定員
    - 家政学科 205[注釈 4]/240
    - 幼児教育学科
      - 第一部 137[注釈 4]/100
      - 第二部 77[注釈 4]/150

    - 初等教育学科 52[注釈 4]/100
- 1987年
  - 5月1日 学生数[33]/定員
    - 家政学科 285[注釈 4]/240
    - 幼児教育学科
      - 第一部 165[注釈 4]/100
      - 第二部 87[注釈 4]/150

    - 初等教育学科 81[注釈 4]/100
- 1988年
  - 4月1日 学科・専攻の入学定員を以下の通り減員する[注 16]。
    - 家政学科被服専攻 40→30
    - 初等教育学科 50→30

  - 5月1日 学生数[39]/定員
    - 家政学科 276[注釈 4]/230
    - 幼児教育学科
      - 第一部 142[注釈 4]/100
      - 第二部 87[注釈 4]/150

    - 初等教育学科 84[注釈 4]/80
- 1990年　
  - 4月1日 以下の学科については、この年度で学生募集を最終とする[注 17]。
    - 幼児教育学科第二部

  - 5月1日 学生数[43]/定員
    - 家政学科 258[注釈 4]/220
    - 幼児教育学科
      - 第一部 106[注釈 4]/100
      - 第二部 75[注釈 4]/150

    - 初等教育学科 71[注釈 4]/60
- 1991年
  - 5月1日 学生数[44]/定員
    - 家政学科 260[注釈 4]/220
    - 幼児教育学科
      - 第一部 113[注釈 4]/100
      - 第二部 42[注釈 4]/100

    - 初等教育学科 80[注釈 4]/60
- 1992年
  - 4月1日 学科名を以下の通り変更する[45]。
    - 家政学科→生活学科
      - 被服専攻→生活学専攻
      - 食物専攻→食物学専攻

  - 5月1日 学生数[注 18]/定員
    - 生活学科 119[注釈 4]/110
      - 家政学科 128[注釈 4]/110

    - 幼児教育学科
      - 第一部 120[注釈 4]/100
      - 第二部 20[注釈 4]/50

    - 初等教育学科 78[注釈 4]/60
- 1993年
  - 5月1日 学生数[48]/定員
    - 生活学科 230[注釈 4]/220
    - 幼児教育学科
      - 第一部 126[注釈 4]/100
      - 第二部 -/-

    - 初等教育学科 73[注釈 4]/60
- 1994年
  - 3月31日 以下の学科については左記をもって正式に廃止とする[49]。
    - 幼児教育学科第二部

  - 4月1日 以下、変更あり[49]。
    - 暁学園短期大学→四日市大学短期大学部
    - 幼児教育学科第一部→幼児教育学科第一部
- 1994年
  - 5月1日 学生数[50]/定員
    - 生活学科 235[注釈 4]/220
    - 幼児教育学科130[注釈 4]/100
    - 初等教育学科 73[注釈 4]/60
- 1996年　
  - 3月31日 以下の学科・専攻については左記をもって正式に廃止とする[51]。
    - 生活学科[注 19]
      - 生活学専攻
      - 食物学専攻

  - 4月1日 以下の学科については、この年度で学生募集を最終とする[注 20]。
    - 生活学科
    - 初等教育学科

  - 5月1日 学生数[53]/定員
    - 生活学科 201[注釈 4]/220
    - 幼児教育学科 112[注釈 4]/100
    - 初等教育学科 71[注釈 4]/60
- 1997年
  - 4月1日 幼児教育学科の入学定員を50→40に減員[52]。
  - 5月1日 学生数[54]/定員
    - 生活学科 100[注釈 4]/110
    - 幼児教育学科104[注釈 4]/90
    - 初等教育学科 34[注釈 4]/30
- 1999年　
  - 3月31日 以下の学科については左記をもって正式に廃止とする[55]。
    - 生活学科
    - 初等教育学科

  - 5月1日 学生数[56]/定員
    - 幼児教育学科 97[注釈 4]/80
- 2000年
  - 4月1日 短期大学としての学生募集が最終となる[注釈 2]。
- 2002年
  - 7月30日 左記をもって正式に廃止とする[4]。

## 基礎データ

### 所在地
- 萱生町キャンパス（三重県四日市市萱生町城山238[注釈 1]）
- 天カ須賀キャンパス（三重県四日市市天ヵ須賀5-2-5）

### 象徴
- カレッジマークは右記資料も参照のこと[57]。

## 教育および研究

### 組織

#### 学科
- 生活学科 入学定員110名[注釈 6]
  - 生活学専攻 入学定員30名[注釈 7]
  - 食物専攻 入学定員80名[注釈 7]
- 幼児教育学科 
  - 第一部→幼児教育学科 入学定員40名[注 21]
  - 第二部 入学定員50名[注 22]
- 初等教育学科 入学定員30名[注釈 6]

#### 取得資格について
- 保育士：幼児教育学科第一部・第二部にて設けられていた。
- 栄養士：生活学科食物学専攻にて設けられていた。
- 幼稚園教諭二種免許状：幼児教育学科第一部・第二部のほか初等教育学科にて設置されていた。
- 小学校教諭二種免許状：初等教育学科にて設けられていた[47]。
- 中学校教諭二種免許状
  - 家庭：生活学科の前身である家政学科（被服専攻・食物専攻）にて設けられていた。
  - 保健：生活学科生活学専攻の前身である家政学科被服専攻にて設けられていた。
- 当初は中学校教諭ほか高等学校教諭免許状（家庭・保健）の教職課程を家政科に併設されていた[62]。

### 研究
- 『暁学園短期大学紀要』[14]
- 『四日市大学短期大学部紀要』[1]

## 学生生活

### 学園祭
- 四日市大学短期大学部の学園祭は学校法人名である｢暁学園｣から「暁祭」と呼ばれていた。

## 施設

### 萱生町キャンパス
- 使用学科：生活学科・幼児教育学科第一部・初等教育学科
- 使用専攻科：なし
- 使用附属施設：なし
- 当時の交通アクセス：三岐鉄道三岐線暁学園前駅。
- 設備：図書館（所蔵資料数はおよそ49,300冊となっていた）・体育館・学生ホール（学生食堂あり）ほか。ちなみに、短期大学部の正面玄関は「A棟」と呼ばれる建物の入り口にあった。

### 天ヵ須賀キャンパス
- 使用学科：幼児教育学科第二部
- 使用専攻科：なし
- 使用附属施設：なし
- 当時の交通アクセス：近鉄名古屋線富洲原駅。
- 設備：現在は暁幼稚園が立地している。
- 位置：四日市市立富洲原中学校付近にあった。

### 寮
- 特になし。

## 対外関係

### 系列校
- 四日市大学

## 卒業後の進路について

### 就職について
- 全体的には、一般企業への就職者が多いものとなっていたが、幼児教育学科では保育園や幼稚園への就職者が多いものとなっていた。初等教育学科では、幼稚園教諭として就職するものが多かった。

### 編入学・進学実績
- 四日市大学への編入学制度があった。ほか、初等教育学科では名古屋短期大学専攻科へ進学した人もいた。

## 附属学校
- 「四日市大学短期大学部附属幼稚園」があった。